# حزب الشعب السويسري
حزب الشعب السويسري (بالألمانية:  Schweizerische Volkspartei)، (بالفرنسية: Union Démocratique du Centre)‏، (بالإيطالية: Unione Democratica di Centro)‏ هو حزب سياسي يميني سويسري. يعرف عن الحزب مواقفه اليمينية المتطرفة والمكاسب الكبيرة التي حققها في الانتخابات العامة في سويسرا بعد تغييره خطابه السياسي والإتجاه نحو التشدّد.

## التاريخ
يعود أصل حزب الشعب السويسري إلى حزب المزارعين والحرفيين والبورجوازيين، الذي ظهر في البداية في كانتون زيورخ سنة 1917، ثم في كانتون برن سنة 1918 في شكل بديل سياسي للحزب الراديكالي، وكجهة مدافعة على مصالح المزارعين.
حصل على أوّل تمثيل له على مستوى الحكومة الفيدرالية سنة 1929، وظل ممثلا بوزير واحد إلى حين إحرازه تقدّما كبيرا في الانتخابات العامة سنة 2003، فتسلم زعيمه كريستوف بلوخر زمام وزارة العدل والشرطة وأصبح الممثل الثاني لحزبه في الحكومة الفدرالية. يعود تأسيس الحزب على المستوى الوطني إلى سنة 1937.
استفاد الحزب من عملية الإدماج التي حصلت بين الديمقراطيين في غراوبوندن وغلاروس، فأصبح يُـطلق عليه اسم حزب الشعب السويسري.
ومنذ ذلك الحين، يقدم الحزب نفسه على الساحة السياسية كممثل للطبقة الوسطى، وظل يحتل مرتبة متأخرة عن بقية الأحزاب الممثلة في الحكومة، ولم تتجاوز نسبة الأصوات التي كان يحصل عليها 11%.

## نجاحات الحزب

### الانتخابات
منذ التسعينات اتجه الحزب نحو تبنّي خطاب يميني متشدّد لاستمالة أصوات الناخبين واستطاع أن يحقق تقدما قياسيا في كل المحطات الانتخابية اللاحقة.
حصل على أعلى نسبة في الأصوات سنة 1999 مقارنة مع بقية الأحزاب، وفي عام 2003، أصبح يتمتع بأكثر الأحزاب الحكومية تمثيلا داخل مجلس النواب، وعززت انتخابات 2007 الأخيرة مكاسب الحزب، حيث حقق اختراقا كبيرا بحصوله على 29% من مجموع الأصوات، وهو ما لم يحققه أي حزب في سويسرا منذ 1919. جعلت هذه المكاسب من الحزب أكبر حزب سياسي في سويسرا.

### قانون حظر بناء المآذن
في الـ29 من نوفمير 2009، صوت الشعب السويسري بأغلبية كاسحة على قانون قام بحياكته الحزب. بموجب هذا التشريع الجديد يحظر بناء المآذن في سويسرا في سابقة لحرية الأديان في أوروبا الحديثة. يذكر أنه تم رفض القانون من قبل 4 كانتونات (يقع ثلاثة منها في منطقة روماندي المتحدثة باللغة الفرنسية) بينما وافقت عليه البقية وعددهم 22. قام الحزب بحملة إعلامية كبير لحشد التأييد في أوساط المصوتين مستغلا حسب ما اعتبره البعض بالشعور بالرهبة من الأجانب وخاصة منهم المسلمين في سويسرا. وكان من وسائل الدعاية المستخدمة في الحملة ملصق يصوّر امرأة منتقّبة بلباس أسود ومن خلفها علم سويسرا وعليه عدّة مآذن منتصبة تم تصميمها لتشابه في شكلها الصواريخ الحربية. من جهة أخرى رفض الشعب السويسري في نفس اليوم قانون آخركان يهدف لحظر تصنيع الأسلحة وتصديرها.

## الانقسام
مؤخّرا بدأت بوادر الانقسام تتسلّل في أروقة الحزب إثر خلاف على عضوية المجلس الفدارالي الأعلى. نتج عن هذه الخلافات انقسام أعضاء الحزب وانشقاق حزب سياسي جديد تحت اسم الحزب المحافظ الديمقراطي السويسري.

## مواقف الحزب
في مايو 2007، أقترح الحزب تعديل دستوري يقع بموجبه منع بناء مآذن للمساجد في سويسرا. ادّعى الحزب أنّه لا يعارض المسلمين ولا يستهدفهم وإنّما يريد الحفاظ على الطابع العلماني للكونفدرالية السويسريّة. إثر ذلك، تكبّد صاحب المبادرة خسارة عضويته في البرلمان الفدرالي على رغم الفوز العارم الذي حظي به الحزب سنة 2007.
في بداية شهر أغسطس، بدء الحزب حملة إعلانيّة ضخمة لحمل السويسريين على التصويت لصالح قانون جديد يدعو إلى تهجير الأجانب المجرمين. حمل القانون المقترح اسم «المقترح الفدرالي الشعبي لترحيل المجرمين». أستخدم في الحملة ملصق إعلاني أثار جدلا كبيرا في سويسرا وخارجها. ويمثل هذا الملصق الذي ذاعت شهرته، ثلاثة أغنام بيضاء يركل أحدها خروفا أسودا خارج أرضية تُمثل العلم السويسري. ويجسد هذا الرسم دعوة حزب الشعب إلى التخلص من الأجانب المجرمين والأجانب الذين يستغلون نظام المساعدات الاجتماعية السويسرية من دون وجه حق. أثار الملصق ردّة فعل على مختلف الصعد:
- رئيس الكنفدرالية السويسرية ووزيرة الخارجيّة أعربت عن «اشمئزازها» من الملصق.
- ملحقا الأمم المتحدة لحقوق الإنسان والعنصريّة أصدرا بيانا طالبا فيه الحكومة السويسرية بتوضيحات حول الملصق المستخدم في الحملة.

من جهة أخرى أثار الملصق جدلا حول سياسية الحزب الدعائية. إذ تتميز تقنية حزب الشعب السويسري بالبساطة والفعالية، إذ يسعى إلى إقناع الناخبين بأفكاره من خلال رسائل «واضحة ومفهومة». وهي تقنية يـلجـأ إليها المتخصصون في مجال الإعلان منذ زمن طويل ويسمونها"KISS"، وهي الأحرف الأولى لعبارة "Keep it simple and stupid"، أي «أبْقِ الأمر بسيطا وسخيفا».